# Plot
 For alternative betydninger, se Plot (flertydig). (Se også artikler, som begynder med Plot)
Et plot er hovedlinjen i en narrativ fortælling. Et plot kan være stramt eller løst i struktur. Plottet i en fortælling kan inddeles i undergrupper som stemning, karakterbeskrivelse, miljøbeskrivelse og konflikttemaer. Traditionelt har analyser opereret med syv grundlæggende plot. Der findes eksempler på, at plot inddeles i op til 20 grundtyper. 
Plot er ofte genrebestemte. I folkeviser, myter, dramaer og skæbnefortællinger er en grundliggende spådom uundgåelig. Spændingen skabes ved, at personerne forsøger at undgå den skæbnebestemte ulykke. I kærlighedsromaner må det elskende par gennemgå de frygteligste kvaler; men som regel ender det med, at de lever lykkeligt til deres dages ende. I krimier og andre spændingsromaner er plottet bygget op om en forbrydelse og dens opklaring.

## Eksterne kilder
- On Plot, en guide i konstruktion af plots (engelsk).
- 20 Basic Plots; Arkiveret 8. september 2012 hos  Wayback Machinethe Tennessee Screenwriting Association.(TSA) (engelsk).